# Laurent Bernard Berlèse
El Abate Lorenzo Berlèse ( Campomolino, Italia 1784- ibíd. 16 de agosto de 1863 )  fue el mayor estudioso del siglo XIX del género Camellia. Había nacido y también falleció en Campolino, Italia.  
Fue ordenado sacerdote en el "Seminario Vescovile de Ceneda".  Vivió y trabajó por cerca de 40 años en París, donde tuvo sus propios invernaderos.  La primera edición de su obra, publicada en 1837, comenzó a establecer un sistema de clasificación formal de las variedades de camelia.  Fue cofundador (con otros 400)  y vicepresidente de la "Sociedad Real de Horticultura de París" la predecesora de la "Société nationale d'horticulture de Francia".  Es recordado por  Camellia Berlesiana & Camellia Campomolendina que llevan su nombre.